# Elli AvrRam
Elisabet Avramidou Granlund (Stockholm, 29 juli 1990) is een Indiaas actrice die voornamelijk in Hindi films speelt. Ze werd bekend onder de naam Elli AvrRam.

## Biografie
Elli voelde haarzelf verbonden met India van jongs af aan. Als vijfjarige was ze al gefascineerd van de dans en kleurrijke kleding. Ze droomde als puber om een Bollywood-actrice te worden. Ze kocht Bollywood-films bij een Indiase winkel in Stockholm, maar keek ze ook op videoplatform YouTube. Op 17-jarige leeftijd sloot ze aan bij Pardesi Dance Group in haar woonplaats, en trad op op voornamelijk Bollywood-nummers. 
Ze kwam naar Mumbai op een toeristenvisa en schreef haarzelf in bij een modellenbureau die haar hielp aan audities. Het eerste belangrijke aanbod dat ze kreeg was een reclamespotje van Eveready Industries India met acteur Akshay Kumar.
Haar fotograaf kende een regisseur die op zoek was naar een actrice voor de hoofdrol, ze deed auditie samen met 200 andere kandidaten en wist uiteindelijk gecast te worden voor haar debuutfilm Mickey Virus (2013). Ze volgde danslessen en werkte aan haar Hindi uitspraak.
Elli AvrRam verwierf in 2013 nationale bekendheid door haar deelname aan het realityprogramma Bigg Boss.

## Filmografie

### Films
| Jaar | Film                               | Rol             | Opmerking                     |
| ---- | ---------------------------------- | --------------- | ----------------------------- |
| 2008 | Förbjuden Frukt                    | Selen           | Zweedse film                  |
| 2013 | Mickey Virus                       | Kamayani George |                               |
| 2015 | Kis Kisko Pyaar Karoon             | Deepika         |                               |
| 2017 | Naam Shabana                       | Sona            | gastoptreden                  |
| 2017 | Poster Boys                        |                 | nummer "Kudiyan Shehar Diyan" |
| 2017 | Bulbul                             | Sweety          | korte film                    |
| 2018 | Baazaar                            |                 | nummer "Billionaire"          |
| 2019 | Fraud Saiyaan                      | Chandani        | nummer "Chamma Chamma"        |
| 2019 | Jabariya Jodi                      |                 | nummer "Zila Hilela"          |
| 2020 | Malang                             | Jesse           |                               |
| 2021 | With You - Backar du så backar jag | Lilly           | Zweedse korte film            |
| 2021 | Koi Jaane Na                       |                 | nummer "Har Funn Maula"       |
| 2022 | Naane Varuvean                     | Madhuri         | Tamil film                    |
| 2022 | Goodbye                            | Daisy Bhalla    |                               |
| 2023 | Ganapath                           | Dimple Bajwa    |                               |
| 2023 | Conjuring Kannappan                | Magdalene Ellis | Tamil film                    |
| 2025 | Ilu Ilu 1998                       | Ms. Pinto       | Marathi                       |
| 2025 | Be Happy                           | haarzelf        | cameo                         |

### Webseries
| Jaar | Serie                           | Rol             | Platform           |
| ---- | ------------------------------- | --------------- | ------------------ |
| 2019 | Typewriter                      | Anita           | Netflix            |
| 2019 | The Verdict - State Vs Nanavati | Sylvia Nanawati | ALTBalaji          |
| 2019 | Inside Edge                     | Sandy           | Amazon Prime Video |